# The Critters
The Critters war eine US-amerikanische Band.

## Geschichte
Die Gruppe wurde 1964 in New Jersey gegründet. Mit dem Song Mr Dieingly Sad hatten sie im Jahr 1966 ihren größten Erfolg in den US-Charts und erreichten Platz 17, mit Younger Girl erreichten sie, ebenfalls 1966, in den US-Charts Platz 42 und in den UK-Charts Platz 38. Don Ciccone spielte später bei den Four Seasons
sowie bei Tommy James & the Shondells.

## Diskografie

### Alben
| Jahr | Titel        | Höchstplatzierung, Gesamtwochen, AuszeichnungChartsChartplatzierungen (Jahr, Titel, Platzierungen, Wochen, Auszeichnungen, Anmerkungen) | Anmerkungen |
| Jahr | Titel        | US | Anmerkungen |
| ---- | ------------ | --- | ----------- |
| 1966 | Younger Girl | US147 (2 Wo.)US |             |

Weitere Alben
- 1968: Touch’N Go With The Critters
- 1969: The Critters

### Singles
| Jahr | Titel Album                        | Höchstplatzierung, Gesamtwochen, AuszeichnungChartplatzierungen (Jahr, Titel, Album, Platzierungen, Wochen, Auszeichnungen, Anmerkungen) | Höchstplatzierung, Gesamtwochen, AuszeichnungChartplatzierungen (Jahr, Titel, Album, Platzierungen, Wochen, Auszeichnungen, Anmerkungen) | Anmerkungen                        |
| Jahr | Titel Album                        | UK | US | Anmerkungen                        |
| ---- | ---------------------------------- | --- | --- | ---------------------------------- |
| 1966 | Younger Girl                       | UK38 (5 Wo.)UK | US42 (9 Wo.)US | B-Seite: Gone For Awhile           |
| 1966 | Mr. Dieingly Sad Younger Girl      | — | US17 (11 Wo.)US | B-Seite: It Just Won’t Be That Way |
| 1966 | Bad Misunderstanding               | — | US55 (6 Wo.)US | B-Seite: Forever or No More        |
| 1967 | Don’t Let The Rain Fall Down On Me | — | US39 (8 Wo.)US |                                    |

Weitere Singles
- 1964: Georgianna
- 1965: Children and Flowers / He’ll Make You Cry
- 1965: Heart Of Love, Head of Stone
- 1967: Marryin’ Kind of Love
- 1967: Little Girl
- 1967: No One But You
- 1968: Awake In a Dream
- 1968: Touch ’N Go
- 1968: Lisa, But Not The Same
- 1968: A Moment of Being With You